# 9266 Holger
9266 Holger este o planetă minoră (asteroid), cu un diametru de 5,148 km, din centura de asteroizi. A fost descoperită pe 2 septembrie 1978 la Observatorul European Austral de Claes-Ingvar Lagerkvist⁠(d) și a fost numită după Holger Pedersen⁠(d). 
Obiectul prezintă o orbită caracterizată de o semiaxă mare de 2,934908 UAi, o excentricitate de 0,11, o înclinație de 2,08899 ° în raport cu ecliptica.